# Алёшкина любовь
«Алёшкина любовь» (1960) — советская мелодрама режиссёров Семёна Туманова и Георгия Щукина, снятая под художественным руководством Михаила Ромма, которую посмотрело в СССР 23,7 млн человек.

## Сюжет
Лето 1960 года. Отряд геологов-разведчиков ведёт работы в степном районе, и среди них — Алёшка, парнишка, который перед поступлением в геолого-разведочный институт решил походить с геологами. Неумеха и растяпа в быту, он становится объектом их шуток и розыгрышей, не всегда безобидных. Однако его стойкий характер, его робкая и чистая любовь к стрелочнице Зинке, живущей с дедом на затерянном в степи переезде, заставляет ребят из отряда по-иному взглянуть на этого незаметного парня и на взаимоотношения друг с другом.

## В ролях
- Леонид Быков — Алёшка
- Александра Завьялова — Зинка
- Алексей Грибов — Алексей Егорович, дед Зинки
- Юрий Белов — Аркадий
- Иван Савкин — Николай
- Владимир Гуляев — Сергей
- Алексей Зайцев — Женька
- Борис Балакин — Илья
- Ольга Хорькова — Лиза, жена Ильи
- Иван Рыжов — Волков
- Пётр Соболевский — Георгий Николаевич Белогоров, геолог
- Павел Винник — Андрей Петрович, начальник буровой станции
- Игорь Охлупин — ухажёр Зинки
- Ольга Наровчатова — продавщица сельмага
- Лидия Рюмина — бабка с козлом

## Съёмочная группа
- Художественный руководитель фильма: Михаил Ромм
- Автор сценария: Будимир Метальников
- Режиссёры-постановщики: Семён Туманов, Георгий (Егор) Щукин
- Оператор: Константин Петриченко
- Режиссёр: Ф. Солуянов
- Художник: Василий Щербак
- Композитор: Владимир Рубин
- Звукооператор: Игорь Майоров
- Редактор: Л. Белова
- Монтаж: Эсфирь Тобак
- Костюмы: Л. Ряшенцева
- Грим: Т. Ковригина
- Директор картины: Н. Поляк
- Оркестр Управления по производству фильмов, дирижёр Виктор Смирнов

## Дополнительная информация[2]
- На роль Алёшки пробовались Леонид Куравлёв, Анатолий Кузнецов, Алексей Кожевников, Леонид Харитонов, Владимир Колокольцев, Вадим Грачёв.
- На роль Зинки пробовались Ия Арепина, Людмила Гурченко, Изольда Извицкая, Людмила Шляхтур, Тамара Витченко.
- На роль Аркашки пробовались Ранднэр Муратов и Александр Лебедев.
- На роль Лизы пробовались Лидия Смирнова и Нонна Мордюкова.
- На роль Николая пробовался Юрий Саранцев.